# Astrothelium subaequans
Astrothelium subaequans är en lavart som beskrevs av Müll. Arg. Astrothelium subaequans ingår i släktet Astrothelium och familjen Trypetheliaceae.   Inga underarter finns listade i Catalogue of Life.